# Danehill
Danehill is een civil parish in het bestuurlijke gebied Wealden, in het Engelse graafschap East Sussex met 1957 inwoners.